# Franz Hölbl
Franz Hölbl (ur. 27 grudnia 1927, zm. w 1976) – austriacki sztangista. Dwukrotny olimpijczyk. Siódmy w Melbourne 1956 i ósmy w Helsinkach 1952. Startował w wadze ciężkiej do 90 kg. Brązowy medalista mistrzostw świata w 1954. Pięciokrotnie stawał na podium mistrzostw Europy, w tym na najwyższym stopniu w 1954 roku. 
- Turniej w Helsinkach 1952

Piąty w podrzucie, szósty w rwaniu i dziesiąty w wyciskaniu. Łącznie uzyskał 387,5 kg. 
- Turniej w Melbourne 1956

Siódmy w podrzucie, szósty w rwaniu i dziesiąty w wyciskaniu. Łącznie uzyskał 425,0 kg.